# Samtgemeinde Eschede

Lage der Samtgemeinde im Landkreis Celle

Die Samtgemeinde Eschede war ein Gemeindeverband im Landkreis Celle in Niedersachsen. Sie lag in einer der am dünnsten besiedelten Gegenden Westdeutschlands. Zwei Drittel ihrer Fläche waren Wald.

## Geografie

### Samtgemeindegliederung
Die Samtgemeinde bestand aus den vier Mitgliedsgemeinden Eschede, Habighorst, Höfer und Scharnhorst.
Zum 1. Januar 2014 erfolgte die Auflösung der Samtgemeinde Eschede mit ihren Mitgliedsgemeinden und dafür die Neubildung einer Einheitsgemeinde Eschede.

## Geschichte
1967 wurde die Samtgemeinde Eschede geschaffen. Sie war die erste im Landkreis Celle und bestand anfangs neben Eschede aus den Orten Dalle und Weyhausen. In ihrer heutigen Form entstand die Samtgemeinde schließlich im Jahr 1973 im Rahmen der Vollendung der niedersächsischen Gebietsreform. Allerdings gab es besonders in der bergbaulich geprägten Gemeinde Höfer starke Widerstände gegen die Umgemeindung.
Im Sommer 1975 erregten die großflächige Wald- und Heidebrände in der Samtgemeinde deutschlandweite Aufmerksamkeit (Siehe auch: Brand in der Lüneburger Heide).
Erneut in die Schlagzeilen geriet die Samtgemeinde, als sich am 3. Juni 1998 der Eisenbahnunfall von Eschede ereignete, bei dem 101 Menschen ums Leben kamen. Der ICE „Wilhelm Conrad Röntgen“ war entgleist und gegen eine Brücke gerast. Auslöser für die Katastrophe war ein gesprungener Radreifen. In dieser Situation wurde die Bevölkerung Eschedes allerdings auch durch ihre überwältigende spontane Hilfsbereitschaft angesichts des Unglücks bekannt.
2008 wurde bekannt, dass innerhalb der Samtgemeinde, in den aufgelassenen Schächten des Salzbergwerks Mariaglück von Höfer, seit Jahren mit radioaktivem Tritium versetzte Lauge aus der Atommüll-Anlage Asse verfüllt worden war.

## Politik

### Letzter Samtgemeinderat
Der Samtgemeinderat bestand aus 18 Ratsmitgliedern und dem direkt gewählten Samtgemeindebürgermeister. Ihm gehörten folgende Parteien bzw. Wählergemeinschaften an:
|      | CDU | SPD | Grüne | BSG | Gesamt   |
| 2006 | 10  | 7   | —     | 1   | 18 Sitze |
| 2011 | 10  | 6   | 2     | —   | 18 Sitze |

### Letzter Bürgermeister
- 1976–1991: Heinrich Lange (1912–1992) CDU; Ehrenbürger der Samtgemeinde Eschede
- Günter Berg

## Wirtschaft und Infrastruktur

### Bildung
- Grundschule am Glockenkolk (in Eschede)
- Außenstelle der Oberschule Lachendorf bis 2015

Das DRK betrieb in der Samtgemeinde vier Kindergärten. Neben zwei modernen Einrichtungen im Ort Eschede, davon ein Ganztagskindergarten mit Hort, sind weitere in Höfer und in Scharnhorst zu finden.